# Лидија Алдан
Лидија Алдан (Јекатеринодар, 1921 — Козјак, 5. април 1942) била је члан Савеза комунистичке омладине Југославије, Комунистичке партије Југославије и учесница Народноослободилачке борбе.

## Биографија
Рођена је у Јекатеринодару (данас Краснодар) у Русији. Са породицом је дошла у Кикинду, где је похађала основну школу и гимназију. Већ у гимназији је била политички активна. Због свог револуционарног рада избачена је из гимназије 1937. године. Матуру је положила приватно и започела студије медицине у Београду. Члан Савеза комунистичке омладине Југославије (СКОЈ) постала је 1937. године, а 1938. и Комунистичке партије Југославије (КПЈ). Бавила се окупљањем омладине у друштвене и културне организације. Члан ПК СКОЈ-а за Војводину, постала је 1939. године. По избијању рата, била је задужена за функционисање курирске службе и одржавање везе између партизанских одреда. Након завршеног омладинског курса за руководиоце СКОЈ-а на Тестери (Фрушка гора), добила је задужење за јужни Банат. Ту је организовала рад илегалне штампарије и формирање скојевских група. На том положају је и откривена од стране окупатора. Како би избегла хапшење, извршила је самоубиство хицем из пиштоља, 5. априла 1942. године у месту Козјак недалеко од Алибунара.
Име Лидије Алдан носи једна од четири градске месне заједнице у Кикинди. У дворишту зграде месне заједнице, налази се биста Лидије Алдан.
Основна школа у Козјаку носила је њено име до почетка 2000-тих.
Годишњицу њене смрти сваке године обележава Градски одбор СУБНОР-а Кикинде.